# Liponeura gauthieri
Liponeura gauthieri är en tvåvingeart som först beskrevs av Vaillant 1956.  Liponeura gauthieri ingår i släktet Liponeura och familjen Blephariceridae.
Artens utbredningsområde är Algeriet. Inga underarter finns listade i Catalogue of Life.